# Der fantastische Mr. Fox (Film)
Der fantastische Mr. Fox (englisch Fantastic Mr. Fox) ist ein US-amerikanischer Stop-Motion-Animationsfilm aus dem Jahr 2009, basierend auf dem gleichnamigen Kinderbuch von Roald Dahl. Der Film wurde von Regency Enterprises und Indian Paintbrush für 20th Century Fox produziert und als Bester Animationsfilm 2010 für den Oscar nominiert. Regie führte  Wes Anderson.

## Handlung
Die beiden Füchse Mr. Fox und seine Frau Felicity sind beim üblichen Hühnerstehlen auf einer Farm, als sie in einer Fuchsfalle eingesperrt werden. Als Felicity ihm daraufhin gesteht, dass sie schwanger ist, verspricht Mr. Fox ihr, sich in Zukunft einen sichereren Beruf zu suchen. Er schreibt fortan Kolumnen in einer Zeitung.
Zwei Jahre später (zwölf Fuchs-Jahre) führen Mr. und Mrs. Fox mit ihrem Sohn Ash ein friedliches Leben in einer Erdhöhle. Auf Mr. Fox’ Wunsch hin ziehen sie in einen zum Fuchsbau umgebauten Baum, trotz der Warnungen bezüglich der gefährlichen Umgebung. Nicht weit entfernt liegen nämlich die großen Fabriken der berüchtigten Bauern Walter Boggis, Nathan Bunce und Franklin Bean. In der neuen Bleibe eingezogen, bekommt die Familie außerdem Gesellschaft von Ashs Cousin Kristofferson, da dessen Vater an einer schweren Erkrankung leidet. Als Kristofferson in der neuen Umgebung bald alle, einschließlich Mr. Fox, mit seinem sportlichen Talent begeistert, wird Ash zunehmend eifersüchtig und ist oft gemein zu ihm.
In nostalgischer Stimmung beschließt Mr. Fox, gemeinsam mit Hausmeister Kylie Opossum die drei Bauern zu bestehlen. Sein Plan, sich in jeder Nacht eine Fabrik vorzunehmen, scheint aufzugehen, doch die Bauern spüren im Nachhinein den Dieb auf und beschließen, vor dessen Baum zu warten und ihn zu erschießen. Als Mr. Fox gerade mit Kylie sein Zuhause verlässt, eröffnen die Bauern das Feuer, schießen dabei aber lediglich Mr. Fox’ Schwanz ab. Sie beginnen, den Bau auszugraben, woraufhin sich die Familie im Inneren zur Flucht weit nach unten gräbt.
Die drei Bauern belagern in der Folge mit der Unterstützung ihrer Arbeitskräfte die gesamte Umgebung, da die Füchse früher oder später wegen Nahrungs- und Wassermangels an die Oberfläche zurückmüssen. Tief unten treffen diese gerade auf die anderen benachbarten Tiere, die nun ebenfalls unter der Belagerung der Bauern leiden und im Untergrund festsitzen. Um dem Hungertod zu entkommen, fasst Mr. Fox einen Plan: Während die Bauern immer noch vor dem Fuchsbau warten, graben sich die Tiere durch ein Tunnelsystem unterirdisch einen Zugang zu deren Fabriken, um von dort sämtliche Lebensmittel in den Untergrund mitzunehmen. Während die Tiere anschließend triumphierend ein großes Festmahl veranstalten, kehren Ash und Kristofferson zu Beans Farm zurück in der Absicht, Mr. Fox’ Schwanz zurückzustehlen. Die Mission misslingt, da die beiden feststellen, dass Bean den Schwanz als Krawatte benutzt und er somit unerreichbar ist. Als sie daraufhin von Beans Frau überrascht werden, gelingt Ash zwar die Flucht, doch Kristofferson wird gefangen genommen.
Auch die anderen Tiere erleben einen Rückschlag, als die drei Bauern den gesamten Untergrund mit dem in Beans Fabrik produzierten Apfelwein fluten und sie ins Abwassersystem gespült werden. Während sie dort festsitzen, erfahren die Tiere, dass die Bauern Kristofferson als Geisel halten und ihn erst freilassen, wenn Mr. Fox ihnen ausgeliefert wird. Die Tiere treffen jedoch auf Beans Wachmann Ratte, der ihnen Kristoffersons Aufenthaltsort preisgibt, nachdem er in einem Kampf mit Mr. Fox tödlich verwundet wird.
Mr. Fox gibt daraufhin vor, den Tauschhandel einzugehen und sich selbst auszuhändigen, woraufhin die Bauern einen der Ausgänge der Kanalisation in der Stadt freigeben. Sie planen einen Hinterhalt, doch die Tiere kommen ihnen zuvor und starten einen Gegenangriff. Währenddessen schleichen sich Mr. Fox, Kylie und Ash in Beans Farm, wo letzterer sich bei Kristofferson für sein Verhalten entschuldigt und ihn befreit. Außerhalb erwarten sie bereits Boggis, Bunce und Bean samt bewaffneter Unterstützung, doch Ash schafft es, den an Tollwut leidenden Beagle „Spitz“ auf die Menge loszulassen. Die dadurch entstehende Aufregung ermöglicht ihnen die Flucht, allerdings wird in der Folge Beans Krawatte, Mr. Fox’ Schwanz, von Spitz zerrissen. Der Schwanz wird bei der Flucht mitgenommen und später trägt Mr. Fox diesen per Sicherheitsnadel an seiner Hose.
Die Tiere gewöhnen sich an das Leben in der Kanalisation, wo bald auch andere einziehen werden. Ash und Kristofferson sind inzwischen gute Freunde. Schließlich führt Mr. Fox seine Familie zu einer Abflussöffnung, die direkt in einem Supermarkt von Boggis, Bunce und Bean gelegen ist, was für die Einwohner im Abwasserkanal in Zukunft die Nahrungsquelle sein wird. Hier enthüllt auch Felicity, dass sie wieder schwanger ist, woraufhin die Tiere feiernd in den Gängen der Kaufhalle tanzen. Unwissend über diesen Zugang zum Einkaufszentrum harren die drei Bauern weiterhin unnachgiebig am Ort des ursprünglichen Hinterhalts in der Stadt aus, in der Hoffnung, der Fuchs möge aus Nahrungsmangel in der Kanalisation irgendwann doch noch erscheinen.

## Entstehung
| Figur                | Originalsprecher    | Deutscher Sprecher |
| -------------------- | ------------------- | ------------------ |
| Mr. Fox              | George Clooney      | Christian Berkel   |
| Mrs. Fox             | Meryl Streep        | Andrea Sawatzki    |
| Ash                  | Jason Schwartzman   | Norman Matt        |
| Kristofferson        | Eric Chase Anderson | Nicolás Artajo     |
| Kylie Sven (Opossum) | Wallace Wolodarsky  | Michael Pan        |
| Badger (Dachs)       | Bill Murray         | Joachim Tennstedt  |
| Petey                | Jarvis Cocker       | Friedemann Benner  |
| Coach Skip           | Owen Wilson         | Philipp Moog       |
| Rat (Ratte)          | Willem Dafoe        | Reiner Schöne      |
| Rickity (Feldmaus)   | Adrien Brody        | Markus Pfeiffer    |
| Walter Boggis        | Robin Hurlstone     | Jürgen Kluckert    |
| Nathan Bunce         | Hugo Guinness       | Walter Alich       |
| Franklin Bean        | Michael Gambon      | Uli Krohm          |

Regie führte Wes Anderson, das Drehbuch schrieb er gemeinsam mit Noah Baumbach. Der Film basiert auf dem gleichnamigen Buch von Roald Dahl, allerdings wurde die Geschichte für den Film ausgeweitet. Der Inhalt der Vorlage entspricht ungefähr dem zweiten Akt des Films. Die Filmmusik wurde beigesteuert von Alexandre Desplat.
Anderson entschied sich für einen traditionellen Stop-Motion-Stil ohne weitergehende digitale Retuschen, um den Film rauer und ungeschliffener wirken zu lassen. Diese Technik beinhaltet, dass statt der filmüblichen 24 Bilder pro Sekunde nur 12 verwendet wurden, die dann je gedoppelt wurden („Animation on Twos“).
Die deutschen Synchronarbeiten fanden bei der Berliner Synchron statt. Tobias Meister war für Dialogbuch und -regie verantwortlich. Die Rohübersetzung stammt von Markus Jütte und die Aufnahmeleitung übernahm Perry Fitzner.

## Rezeption
Der fantastische Mr. Fox erhielt ein sehr gutes Presseecho, was sich auch in den Auswertungen US-amerikanischer Aggregatoren widerspiegelt. So erfasst Rotten Tomatoes größtenteils wohlwollende Besprechungen und ordnet den Film dementsprechend als „Zertifiziert Frisch“ ein. Metacritic ermittelt aus den vorliegenden Bewertungen „Allgemeines Kritikerlob“. Der Film war bei der Oscarverleihung 2010 in den Kategorien Bester Animationsfilm und Beste Filmmusik nominiert. Zudem wurde die Produktion im selben Jahr mit dem Annie Award für das beste Drehbuch ausgezeichnet.

„In Zeiten fotorealistischer Computeranimationen à la Pixar (Oben) gilt das zeitaufwendige Stop-Motion-Verfahren, bei dem handgemachte Figuren für jede Einstellung minimal verändert und dann abgefilmt werden, als veraltet. Allen Unkenrufen zum Trotz reaktivierte Anderson diese Technik und erschuf mithilfe von Tausenden von handgearbeiteten Charakteren und Kulissen im Miniaturformat eine farbenprächtige Fabelwelt, in der sich Fuchs und Hase gute Nacht sagen. Doch so liebevoll Anderson auch auf die Ausstattung geachtet hat, durch die zackig gesprochenen Dialoge wirken Mr. Fox und seine Liebsten spröde und abgeklärt. Eine emotionale Bindung zu dem Puppentheater aufzubauen, fällt somit trotz des nu[n]ancierten und luftigen Soundtracks schwer. Fazit: Wundervoll ausgestattetes Animationsabenteuer für Erwachsene, dem es aber an Herz fehlt.“

„Die Übereinstimmungen beim Plot überdecken, wie sehr sich die Filmversion vom Buch unterscheidet. Steckt hinter Dahls Kinderbuch eine geradezu klassenkämpferische Haltung (stehlt bei den Reichen, gebt es den Armen), hat Wes Anderson es geschafft, die Geschichte komplett in seinen eigenen Kosmos zu übertragen, in dem es weniger um Ideologie als um die Neurosen der Hauptfiguren geht. Das mag man als Eskapismus kritisieren, unbestreitbar ist aber, dass in Hollywood kein anderer Regisseur derart augenfällig seine ganz persönliche Vision durchzusetzen weiß.“